# Mohamed Omar El-Zeer
Mohamed Omar El-Zeer (en árabe: محمد عمر الزير‎; Alejandría, Egipto, 3 de septiembre de 1958) es un exfutbolista de Egipto que jugaba en la posición de defensa.

## Carrera

### Club
| Periodo   | Club         |
| --------- | ------------ |
| 1977-1989 | Al Ittihad   |
| 1989-1990 | Al-Ahli Doha |
| 1990–1992 | Al Ittihad   |

### Selección nacional
Jugó para Egipto en 58 ocasiones de 1980 a 1989, ganó la Copa Africana de Naciones 1986, los Juegos Panafricanos de 1987 y participó en los Juegos Olímpicos de Los Ángeles 1984.

## Logros
- Copa Africana de Naciones: 1986
- Juegos Panafricanos: 1987